# Schefflera dolichostyla
Schefflera dolichostyla är en araliaväxtart som beskrevs av Hermann August Theodor Harms. Schefflera dolichostyla ingår i släktet Schefflera och familjen araliaväxter. IUCN kategoriserar arten globalt som sårbar. Inga underarter finns listade.